# 장산면
장산면(長山面)은 대한민국 전라남도 신안군 남부에 위치한 섬으로 된 면으로 면적은 29.2km2이다.

## 개요
장산도는 면산 줄기가 오음산에서 배미산을 거쳐 대성산에 연결되고, 여기서 비둘기산, 부학산, 동교 뒷산을 거쳐 활목까지 산줄기가 끊기는데 없이 길게 연결되었다고 하여 장산(長山)이라 칭한다.
높은 산은 없고, 산이나 구릉지를 개간하여 밭을 일구고 간사지를 매립하여 논과 염전을 만들어 미맥(米麥) 위주의 영농을 하고 있으며, 해양성기후의 영향을 받아 강우량이 풍부하기 때문에 식물이 잘 자라서 각종 농산물이 생산되고 있다.

## 행정 구역
| 법정리   | 한자명   | 행정리                    | 비고            |
| -------- | -------- | ------------------------- | --------------- |
| 공수리   | 公需里   | 공수1리, 공수2리          |                 |
| 다수리   | 多水里   | 다수1리, 다수2리, 다수3리 |                 |
| 대리     | 大里     | 대리1리, 대리2리          |                 |
| 도창리   | 道昌里   | 도창1리, 도창2리          | 면사무소 소재지 |
| 마진도리 | 馬津島里 | 마진도1리, 마진도2리      |                 |
| 오음리   | 五音里   | 오음1리, 오음2리          |                 |
| 팽진리   | 彭津里   | 팽진1리, 팽진2리          |                 |

## 관광
- 왕벚꽃길
- 도창리 노거수림
- 도창리 분재공원

## 특산물
- 낙지
- 대하

## 교육[2]
- 장산초등학교 : 장산면 장산로 277
  - 장산초등학교 마진분교 : 장산면 마진도길 32-1
  - 장산초등학교 막금분교 : 장산면 막금도길 39-57
  - 장산초등학교 장산동분교 : 장산면 장산동면길 303-3
    - 장산동국민학교 백야분교 : 장산면 팽진리 1409
    - 장산동초등학교 율도분교 : 장산면 마진도리 327
- 장산중학교 : 장산면 장산대리길 64